# Braque du Bourbonnais

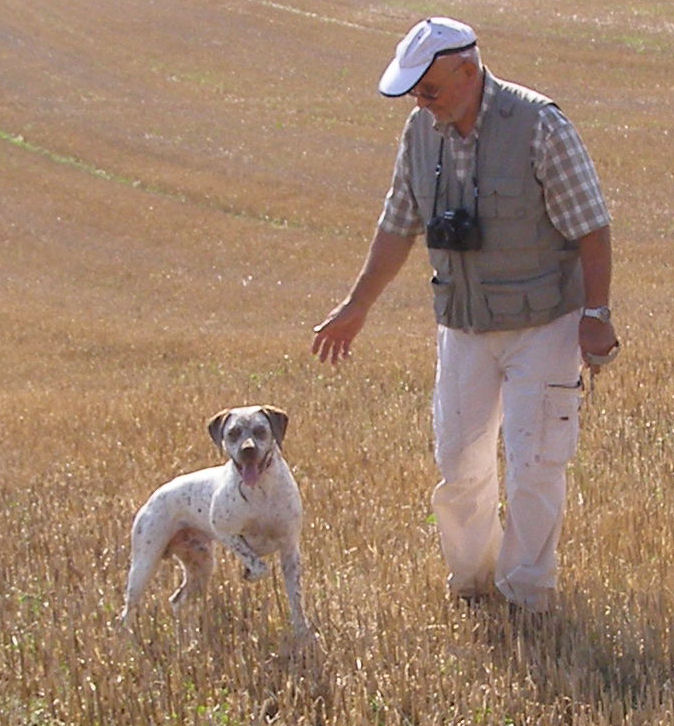
Michel Comte z Vrac du Rocher des Jastres

Braque du Bourbonnais (Wyżeł Bourbonnais, Bourbonnais Pointer) – jedna z ras psów należąca do grupy wyżłów i seterów. Podlega próbom pracy.

## Rys historyczny
Jak wskazuje jego nazwa, pochodzi z francuskiej Burbonii. Psy bardzo podobne do dzisiejszych wyżłów występują na XVI-wiecznych obrazach. Rozkwit rasy nastąpił we Francji w wieku XIX, ale po I wojnie światowej straciła na ona na znaczeniu. W 1970 roku, pod wpływem Michela Comte, zespół hodowców rozpoczął prace nad przetrwaniem wyżła z Burbonii.

## Charakter i usposobienie
Braque du Bourbonnais to odporny, wszechstronny myśliwy o dobrym węchu. Choć nie jest zbyt szybki, dobrze radzi sobie w pracy na każdym terenie. W pracy powinien być czujny, opanowany i dokładny, a w domu zmieniać się w kochającego, delikatnego i oddanego przyjaciela całej rodziny.

## Wygląd
Średniej wielkości i proporcji wyżeł krótkowłosy, o muskulaturze dającej wyobrażenie o sile i mocy, z pewną dozą szlachetności; suki nieznacznie mniej krępe i bardziej eleganckie. Maść tego wyżła jest wyraźnie dereszowata z jak najmniejszą liczbą jednobarwnych łat. Szczenięta tego średniej wielkości psa rodzą się albo bez ogona, albo tylko z ogonem szczątkowym. Jego nos ma barwę wątrobową z dobrze rozwiniętymi nozdrzami. Szyja jest muskularna, krótka, z niewielkim podgardlem, kufa mocna, szeroka, oczy koloru ciemnobursztynowego. Głowa ma kształt gruszki, klatka jest pojemna i głęboka.